# 오트리콜리
오트리콜리(이탈리아어: Otricoli)는 이탈리아 움브리아주 테르니도에 위치한 코무네이다. 플라미니아 가도에 위치해있으며, 티베르강 동쪽 제방 근처에 있다. 로마로부터 북쪽으로 45마일, 나르니로부터 남쪽 12마일 거리에 있다.

## 역사

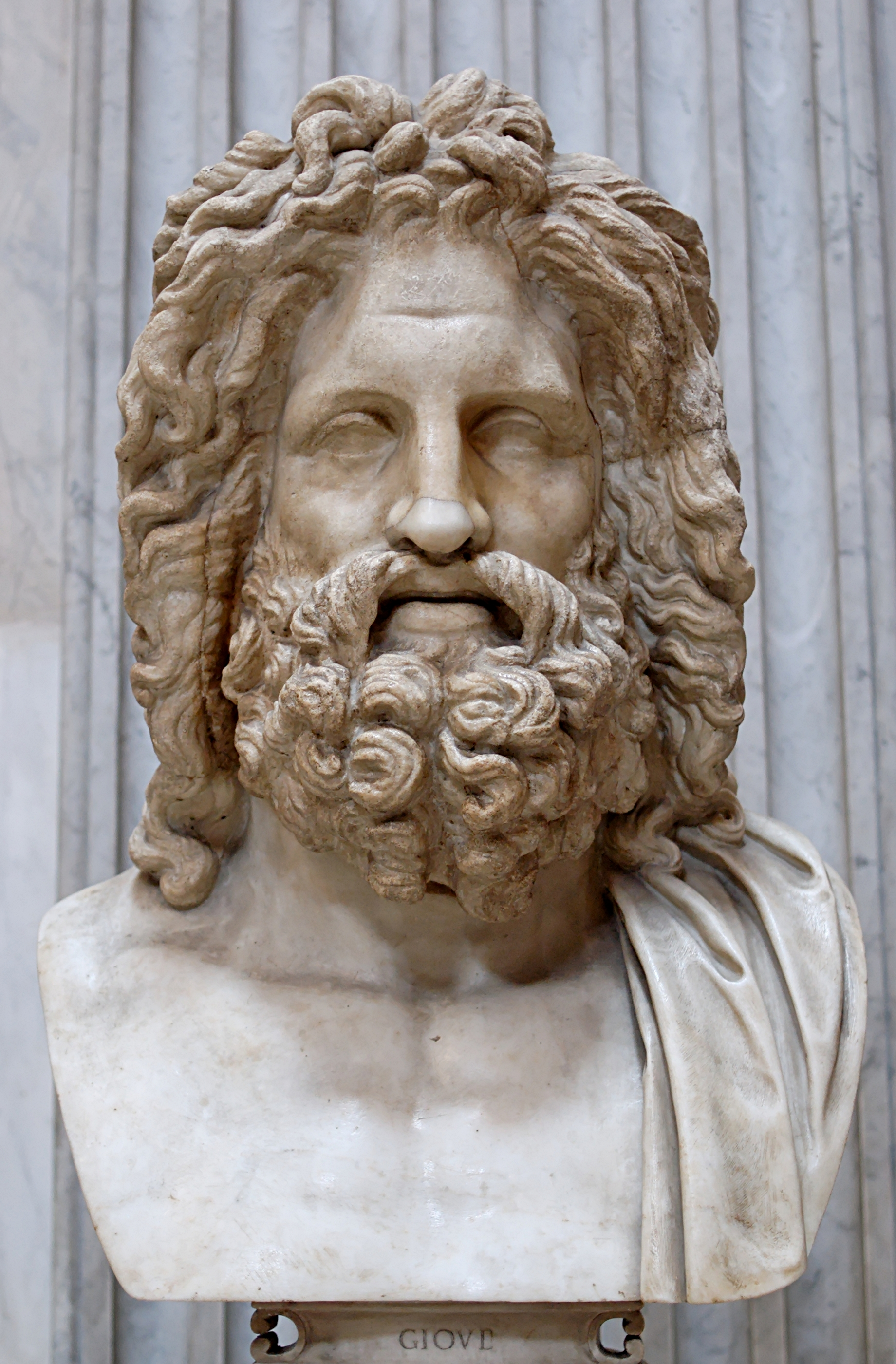
오르티콜리 제우스 흉상 (바티칸 미술관)

고대 시대에는 오크리쿨룸(Ocriculum)이라는 도시였던 이곳은 기원전 308년에 로마의 동맹이였던걸로 결론이 내려졌다. 오늘날에 마을이 위치한 곳은 고대 도시가 있던 지역으로부터 로마가 방어가 가능한 위치로 재배치한곳으로 북쪽으로 2km 거리에 있고, 플라미니아 가도와 티베르강이 꺽여 서로 만나는 지점에다가 움브리아 지역으로 들어가는 입구이며, 재배치는 공화정 시대에 끝난것 같다. 이곳의 항구는 올리브 항구였고 이는 이곳의 경제와 문화에 영향을 줬다.
1775년에 고대 로마 유적지를 발굴했고, 다음해에 목욕탕, 극장, 바실리카와 그외 건물들을 발견하게 되었다. 목욕탕에서 몇개의 예술작품들이 발견되었고, 현재는 바티칸 시에 있는 바티칸 미술관에 있으며, 유명한 제우스와 클라우디우스의 흉상이 전시중이다.